# NGC 3380
NGC 3380 (другие обозначения — UGC 5906, MCG 5-26-12, ZWG 155.15, IRAS10454+2851, PGC 32287) — спиральная галактика с перемычкой (SBa) в созвездии Малого Льва. Открыта Уильямом Гершелем в 1785 году.
Необычно то, что большая часть звездообразования в этой галактике сосредоточена в области бара, а во внешнем кольце и во внешней линзе его практически не наблюдается. Морфологический тип галактики — (R1L)SAB(l, rs, bl)ab. Бар-линза во внутренней части более голубая, чем во внешней, также наблюдается более голубой цвет в ядре.
Этот объект входит в число перечисленных в оригинальной редакции «Нового общего каталога».
Галактика NGC 3380 входит в состав группы галактик NGC 3504. Помимо NGC 3380 в группу также входят NGC 3400, NGC 3414, NGC 3418, NGC 3451, NGC 3504, NGC 3512, UGC 5921 и UGC 5958.